# Mikel Aristi
Aristi  Gardoki est un nom espagnol. Le premier nom de famille, en général paternel, est Aristi ; le second, en général maternel, souvent omis, est Gardoki.
Mikel Aristi Gardoki (né le 28 mai 1993 à Bergara) est un coureur cycliste espagnol.

## Biographie
En 2015, il rejoint l'équipe continentale professionnelle française Delko-Marseille Provence-KTM pour une durée de deux ans,.
Il décide de mettre un terme à sa carrière cycliste à l'issue de la saison 2022. 

## Palmarès et résultats

### Palmarès par année
- 2010
  - 3e étape du Tour de Pampelune
- 2011
  - Champion du Guipuscoa sur route juniors
  - Gipuzkoa Klasika
  - Tour de Pampelune
- 2012
  - 2e du Circuito de Pascuas
  - 2e de l'Antzuola Saria
- 2014
  - 1re étape du Tour de Gironde (contre-la-montre par équipes)
- 2015
  - Champion du Guipuscoa du contre-la-montre espoirs (Mémorial Gervais)
  - Laukizko Udala Saria
  - 2e étape du Tour de La Corogne
  - San Juan Sari Nagusia
  - Premio San Pedro
  - Classement général du Tour de Tolède
  - Circuit d'Escalante
  - 2e étape du Tour de Cantabrie
  - 2e du Tour du Jura
  - 2e du Pentekostes Saria
  - 2e du Trofeo San Antonio
  - 2e de la Prueba Alsasua
  - 2e du Circuito Aiala
  - 3e de l'Antzuola Saria
- 2017
  - 1re étape de la Tropicale Amissa Bongo
- 2019
  - 2e étape du Tour du Portugal
  - 2e étape du Tour du Limousin-Nouvelle-Aquitaine
- 2021
  - 2e du Grand Prix de Valence
  - 2e de Per sempre Alfredo

### Classements mondiaux
| Année           | 2014 | 2015 | 2016 | 2017 |
| --------------- | ---- | ---- | ---- | ---- |
| UCI Europe Tour | 750e | nc   |      | 726e |
| UCI Africa Tour |      |      |      | 89e  |